# Pouques-Lormes
Pouques-Lormes é uma comuna francesa na região administrativa de Borgonha-Franco-Condado, no departamento Nièvre. Estende-se por uma área de 14,75 km². Em 2010 a comuna tinha 162 habitantes (densidade: 11 hab./km²).